# Élection à la direction du Parti travailliste britannique de 1935
L'élection à la direction du Parti travailliste de 1935 a eu lieu en 1935 pour élire le chef du Parti travailliste. Le chef du parti George Lansbury démissionne à la suite de la contestation de sa ligne politique lors du congrès annuel du parti qui s'est déroulé en octobre 1935 à Brighton. 
Le chef adjoint du parti, Clement Attlee a assuré l'intérim à la tête du parti lors des élections générales de 1935.
À l'issue de la consultation interne, Clement Attlee est choisi pour diriger le parti face à Herbert Morrison et à Arthur Greenwood.

## Candidats
| Nom | Nom              | Mandat(s)                                                 |
| --- | ---------------- | --------------------------------------------------------- |
|     | Clement Attlee   | Chef intérimaire du parti Député pour Limehouse           |
|     | Herbert Morrison | Leader du London County Council Député pour Hackney South |
|     | Arthur Greenwood | Ancien ministre de la Santé Député pour Wakefield         |

## Résultats
| Candidats        | Candidats      | Vote des députés     | Vote des députés     | Vote des députés   | Vote des députés   |
| Candidats        | Candidats      | 1er tour 26 novembre | 1er tour 26 novembre | 2e tour 3 décembre | 2e tour 3 décembre |
| Candidats        | Candidats      | Votes                | %                    | Votes              | %                  |
| ---------------- | -------------- | -------------------- | -------------------- | ------------------ | ------------------ |
|                  | Clement Attlee | 58                   | 43,0                 | 88                 | 64,7               |
| Herbert Morrison | 44             | 32,6                 | 48                   | 35,3               |                    |
| Herbert Morrison | 33             | 24,4                 | Éliminé              | Éliminé            |                    |
| Total            | Total          | 135                  | 100                  | 136                | 100                |